# تومي مور (لاعب كرة قاعدة)
تومي مور (بالإنجليزية: Tommy Moore)‏ هو لاعب كرة قاعدة أمريكي، ولد في 7 يوليو 1948 في لينووود في الولايات المتحدة، وتوفي في 16 نوفمبر 2017 في بايونيرتاون ‏ في الولايات المتحدة.

## وصلات خارجية
- تومي مور على موقع دوري كرة القاعدة الرئيسي (الإنجليزية)
- تومي مور على موقعبيزبول رفرنس.كوم (الدوري الرئيسي) (الإنجليزية)
- تومي مور على موقعبيزبول رفرنس.كوم (الدوري الثانوي) (الإنجليزية)
- تومي مور على موقع مشجعي الرسوم البيانية (الإنجليزية)